# تخزين الطاقة الحرارية
تخزين الطاقة الحرارية يقوم على عدد من التقنيات التي تخزن الطاقة الحرارية في مستودعات تخزين الطاقة ليتم استخدامها لاحقًا. وتستخدم تلك الطاقة المخزنة في معادلة الطلب على الطاقة بين النهار والليل. ويمكن حفظ المخزون الحراري عند درجة حرارة أعلى (أسخن) أو أقل (أبرد) من درجة الحرارة المحيطة. ومن استخدامات الطاقة المخزنة اليوم إنتاج الثلج أو الماء المبرد أو المحاليل سهلة الانصهار في الليل أو الماء الساخن الذي يستخدم لاحقًا في البيئات الباردة أو الساخنة أثناء النهار.
تُجمع الطاقة الحرارية في الغالب من مجمع الطاقة الشمسية الحرارية النشط أو في الأغلب في ترسانات الحرارة والطاقة ثم تنقل إلى مستودعات معزولة لتستخدم لاحقًا في التطبيقات المختلفة، مثل أجهزة التدفئة أو التدفئة المنزلية أو في سخانات تدفئة المياه.
خزن الطاقة الحرارية مصطلح ممكن أن يشير إلى عده تقنيات لخزن الحرارة في خزانات حرارية لكي تستخدم فيما بعد. وهذه قد تستخدم لعمل موازنة في الطاقة بين الليل والنهار. وهذه الطاقة ممكن ان تخزن في الحاويات في درجه حرارة عالية أو منخفضة جدا، عادة يستخدم في التدفئة والتبريد. مثال ذلك إنتاج الثلج في الليل بواسطه هذه الحاويات واستخدامه في النهار لغرض التبريد.

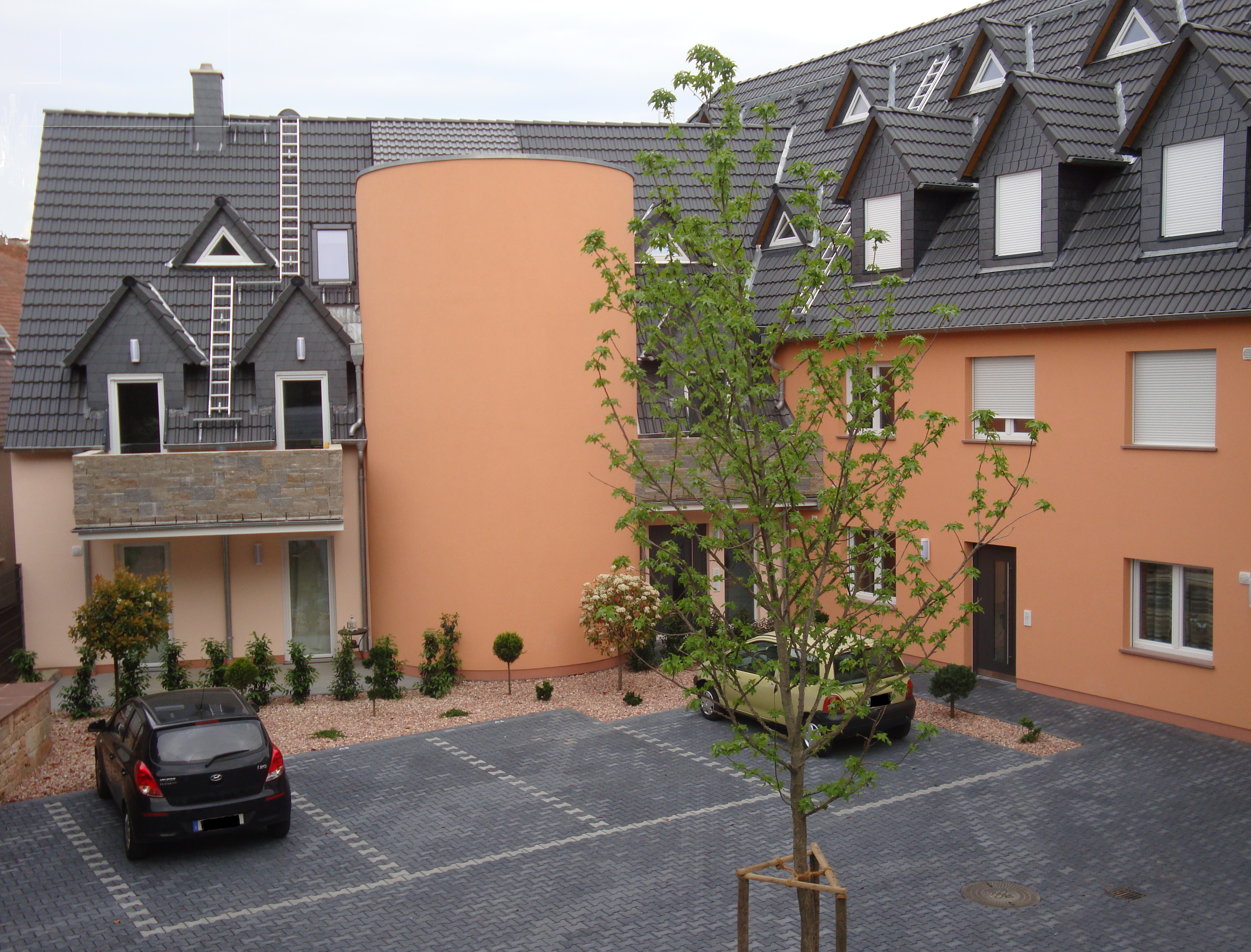
خزان للطاقة الشمسية (في الوسط) في مجمع Sonnenhaus يتكون من 5 مباني بها 16 وحدة سكنية في بافاريا. درجة التغطية الشمسية 65٪

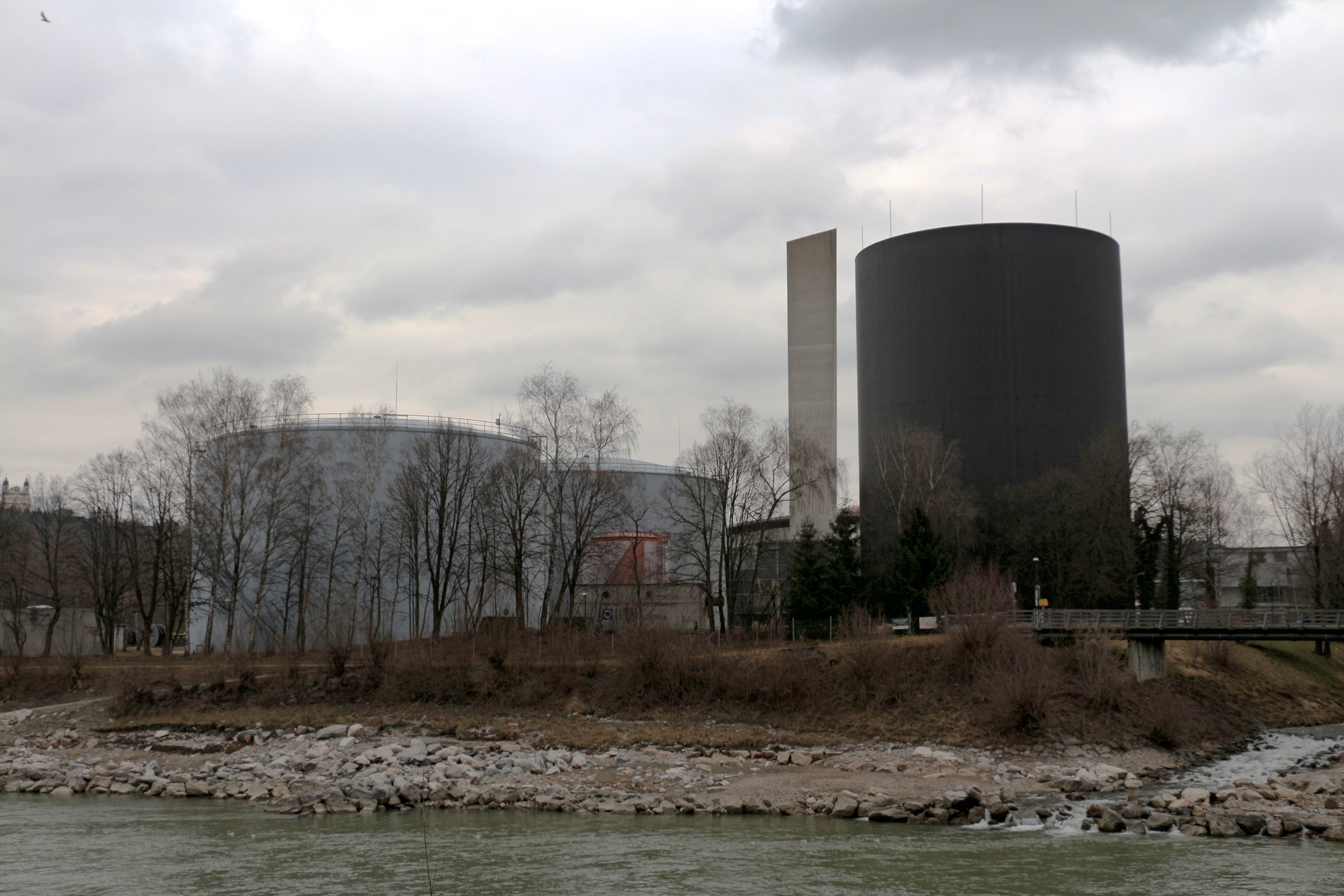
خزان تخزين الحرارة التابع لمحطة التوليد الحراري لمدينة سالزبورغ.

تقنية خزن الطاقة الحرارية يمكن أن تستخدم نظام الطاقة الشمسية لجمع الطاقة الشمسية في الحاويات الحرارية، وجائز استخدام هذه الحرارة في التدفئة أو إنتاج الطاقة الكهربائية. فعلى سبيل المثال يقترح بعض العلماء بناء مشروع في شمال أفريقيا حيث يتم استخدام تقنية تجميع الطاقة الشمسية لتسخين سائل ووضعه في وحدات تخزين تحت ضغط عالي، ومن ثم يتم نقل هذا السائل الساخن إلى أوروبا حيث يمكن استغلاله في توليد الطاقة الكهربية وذلك بدل توليد الكهرباء نفسها في شمال أفريقيا ونقل الكهرباء بالأسلاك إلى أوروبا.

## تخزين الطاقة الشمسية

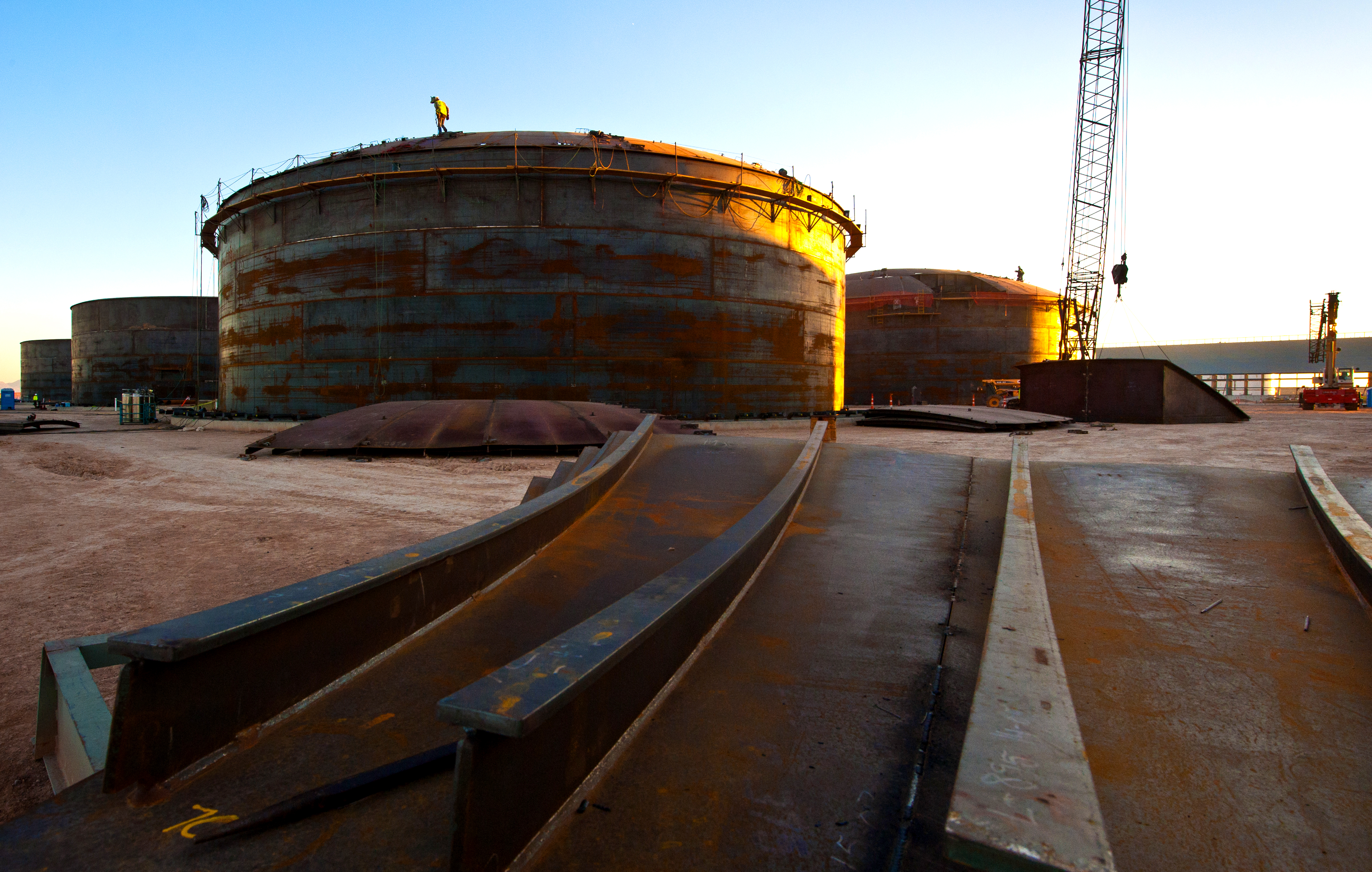
بناء خزانات الملح التي توفر تخزينًا فعالًا للطاقة الحرارية

تتميز معظم أنظمة التسخين بالطاقة الشمسية العملية المستخدمة بإمكانية التخزين لبضع ساعات تصل لقيمة يوم من الطاقة المُجمعة. وهناك عدد متزايد من المنشآت التي تستخدم التخزين الموسمي للطاقة الحرارية (STES), مما يمكننا من تخزين الطاقة في الصيف (بصورة أساسية) لتستخدم في أجهزة التدفئة المنزلية أثناء الشتاء. لقد حققت جمعية درايك لتخزين الطاقة الشمسية (Drake Landing Solar Community) في ألبرتا بكندا ما يقرب من 97% من الطاقة الشمسية المستخدمة في التدفئة طوال العام، وهو رقم عالمي وتقريبًا هي الجمعية الوحيدة التي تعمل بنظام التخزين الموسمي للطاقة الحرارية.
يستخدم الملح المذاب الآن كوسيلة للحفاظ على مستودع حراري مرتفع الحرارة، وهذا إلى جانب الطاقة الشمسية المركزة لتستخدم لاحقًا في توليد الكهرباء والسماح للطاقة الشمسية بتوليد الكهرباء بشكل مستمر باعتبارها طاقة حمل أساسي. تتميز تلك الأملاح المذابة (نترات البوتاسيوم، ونترات الكالسيوم، ونترات الصوديوم، ونترات الليثيوم، إلخ) بخاصية امتصاص وتخزين الطاقة الحرارية التي تُطلق إلى المياه وتحولها إلى طاقة عند الحاجة. ويجب خلط الملح في خليط سهل الانصهار لتحسين خصائصه.

## علم الاقتصاد
تدفع أحمال الذروة العالية نفقات الرأسمالية لصناعة توليد الكهرباء. وتقابل الصناعة أحمال الذروة هذه بـ محطات طاقة الذروة منخفضة الكفاءة التي تعمل عادةً بـ عنفة غازية التي تتميز بـ تكاليف رأس مال منخفضة، ونظرًا لانخفاض أسعار الغاز الطبيعي أخيرًا فقد انخفضت تكاليف الوقود أيضًا. فيمكن توليد كيلووات في الساعة من الكهرباء الذي استهلك ليلاً بتكلفة حدية أقل كثيرًا. ولقد بدأت المرافق في نقل هذه التكاليف المنخفضة للمستهلكين في صورة أسعار وقت الاستخدام "Time of Use (TOU)" أو أسعار الوقت الحقيقي "Real Time Pricing (RTP)". وتتميز الطاقة الحرارية الشمسية المخزنة بقدرتها على توفير طاقة وقت ذروة الطلب أرخص من أي مصدر آخر للطاقة.

## تخزين المياه في مستودعات أو الكهوف الصخرية
تستخدم المستودعات الكبيرة على نطاق واسع في إسكندنافيا لتخزين الحرارة لعدة أيام وذلك لمضاعفة توليد الحرارة والطاقة وللمساعدة في تلبية الاحتياجات وقت الذروة. لمستودعات بين الموسمية تمت دراستها وتبين أنها اقتصادية، إذا ما اعتمدت على الكهوف الصخرية.

## تخزين الحرارة في الصخور الساخنة أو الخرسانة أو الحصى إلخ
يتميز الماء بأعلى سعة حرارية، من بين آخرين، سعة حرارية - 4.2 جول/(سم³•كيلفين) في حين تبلغ السعة الحرارية للخرسانة ثلث السعة الحرارية للماء. على الناحية الأخرى، يمكن تسخين الخرسانة لدرجة حرارة أعلى كثيرًا - 1200 درجة مئوية باستخدام التسخين الكهربائي، مثلاً، ومن ثم تتميز الخرسانة بسعة حجمية عامة أعلى كثيرًا. ومن ثم في المثال الوارد أدناه، يبدو أن المكعب المعزول البالغ 2.8 متر تقريبًا يوفر مخزونًا يكفي منزلاً واحدًا لتلبية 50% من حاجة التدفئة. ويستخدم هذا بصورة أساسية في تخزين فائض الرياح أو الحرارة نتيجة قدرة الحرارة الكهربائية على بلوغ درجات حرارة مرتفعة.
على مستوى الدول المجاورة، حظيت محطة تطوير الطاقة الشمسية ويجنهاوسن سود "Wiggenhausen-Süd" في فريدريكسهافن باهتمام دولي. وتتميز تلك المحطة بمستودع حراري من الخرسانة المسلحة تبلغ سعته 12000 م³ (420000 قدم مكعب) متصلاً بمجمعات طاقة شمسية سعتها 4300 م² (46000 قدم مربع)، ويعمل على تزويد 570 منزلاً بما يقرب من 50% من التدفئة والمياه الساخنة.[12]

## تقنية الملح المصهور
يمكن توظيف الملح المصهور كطريقة لتخزين الطاقة الحرارية للاحتفاظ بالطاقة المجمّعة من برج شمسي أو حوض شمسي بحيث يمكن إستخدامها لتوليد الكهرباء في الظروف الجوية السيئة أو أثناء الليل. تم تجربة هذا النوع من الأنظمة في مشروع "Solar ٌTwo" بين عامي 1995 و1999. ويُتنبأ لهذا النظام أن يعمل بفعالية مقدارها 99% من الطاقة المستردة عبر تخزين الطاقة قبل تحويلها إلى كهرباء، بالمقارنة بتحويل الحرارة إلى طاقة كهربائية مباشرة.
يتنوع خليط الملح المصهور. الخلطات الأوسع انتشارا تحتوي على نترات الصوديوم، نترات البوتاسيوم ونترات الكالسيوم. وهي خليط غير قابل للاشتعال وغير سام، كما أنه مستخدم فعلا في الصناعات الكيميائية والمعدنية كسائل لنقل الحرارة، وبالتالي فإن التجارب والخبرات المرتبطة بنظام كهذا موجودة في تطبيقات غير شمسية.
ينصهر الملح على درجة حرارة 131 مئوية. ويحفظ سائلا على درجة حرارة 288 مئوية في خزّان «بارد». يضخ الملح المصهور عبر ألواح إلى المجمّع الشمسي حيث تركّز الحرارة الشمسية وتسخنه حتى 566 مئوية. يرسل بعدها إلى خزان «ساخن». ويكون معزولا جدا لدرجة أن الطاقة الحرارية يمكن تخزينها بشكل يسمح بالاستفادة منها لفترات تصل إلى اسبوع.
عندما يكون هناك عوز للكهرباء، يضخ الملح المصهور الحار إلى مولد بخاري تقليدي لإنتاج بخار شديد الحرارة لمولد/توربين تماما كما يتم في أي محطة كهرباء تقليدية تعمل بالفحم أو الزيت أو الطاقة النووية. مولد بقدرة 100 ميغاواط يستلزم خزانا بارتفاع 9.1 مترا وقطر 24 متر لتشغيله لمدة أربع ساعات بحسب هذا التصميم.
يستخدم مطورو عدة محطات بأحواض مرايا مقعرة لتجميع الحرارة الشمسية  وأبراج شمسية في إسبانيا (SolarReserve) مبدأ حفظ الطاقة الحرارية هذا. ولدى محطة توليد سولانا في الولايات الأمريكية المتحدة 6 ساعات من التخزين باستخدام مصهور الملح.